# Catesbaea melanocarpa
Catesbaea melanocarpa är en måreväxtart som beskrevs av Ignatz Urban. Catesbaea melanocarpa ingår i släktet Catesbaea och familjen måreväxter. Inga underarter finns listade i Catalogue of Life.